# Silkefyr
Silkefyr (Pinus peuce), også skrevet Silke-Fyr, er et middelstort, stedsegrønt nåletræ med en regelmæssigt kegleagtig vækstform. Stammen er ret og gennemgående til toppen. grenene sidder i kranse, og de er let opstigende eller helt vandrette. Silkefyr er et lystræ.

## Beskrivelse
Barken er først grågrøn og glat, men bliver snart grå og glat. Kun meget gammel stammebark bliver ru og opsprækkende i smalle plader. Knopperne er cylindriske med kort spids. Farven er grå-hvid med små trævler på skællenes åbne spidser.
Nålene sidder i bundter med fem i hvert på vorteagtige kortskud. De er tynde og bløde, og farven er grågrøn. Den inderste tredjedel af skuddet er i reglen helt nøgent. Hunblomsterne bliver til en hængende, nærmest bananformet kogle 8-18 cm lang. Farven er først grøn med harpiksklatter, men når koglen modner, bliver farven mørkebrun. Kogleskællene er indadbøjede. Frøene modner godt i normale somre.
Rodnettet består af kraftige, tæt forgrenede og dybtgående hovedrødder med overfladisk liggende finrødder.
Højde x bredde og årlig tilvækst: 25 × 4 m (30 × 10 cm/år).

## Hjemsted
På Balkan optræder silkefyr som skove i blandet eller ren bestand i højder af 1.000-2.200 m. I Rodopibjergene i Dramapræfekturet, det nordlige Grækenland mod grænsen til Bulgarien, vokser arten i blandede skove sammen med bl.a.: akselrøn, humlebøg, valnød, vin, (vildformen), alm. ædelgran, bjergrose, bonderose, Crocus pulchellus, duneg, Fagus sylvatica subsp. moesiaca (såkaldt "balkanbøg"), frynseeg, hyldegøgeurt, høsttidløs, kirsebærkornel, kranslilje, mannaask, middelhavsene, orientalsk avnbøg, orientalsk hvidtjørn, panserfyr, peberbusk, pyramidelæbeløs, Ranunculus serbicus (en art af ranunkel), sortfyr, sværdalant, sølvlind, tarmvridrøn, tyndakset gøgeurt, ungarsk eg, vellugtende skovranke og ægte hundetand
| Portal | Portal:Botanik |

## Note
1. ↑  Dramapræfekturet: Natural Environment (Webside ikke længere tilgængelig) (engelsk)